# François Roffiaen

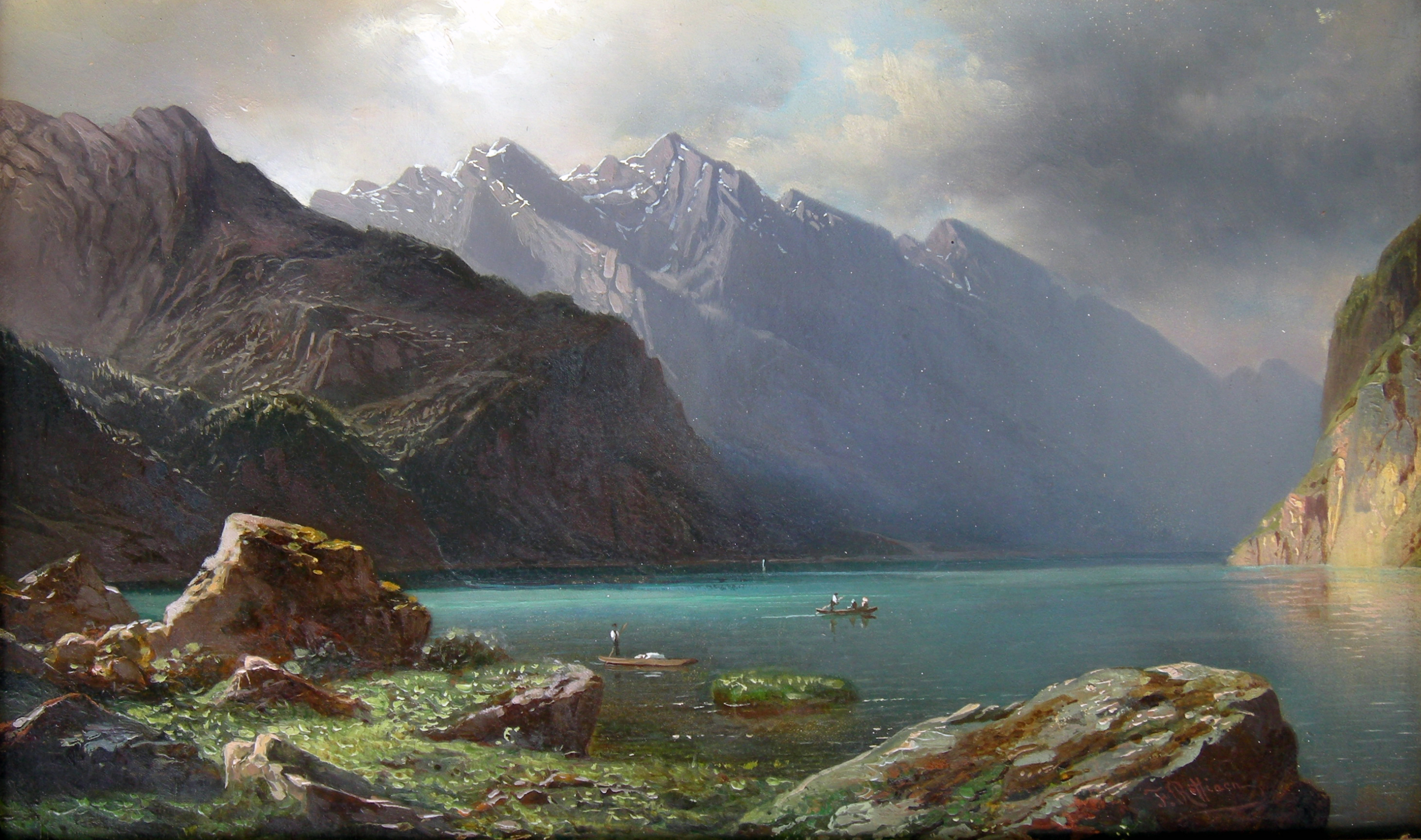
De oever van de Königsee (Hoog-Beieren) (olieverf op karton, niet gedateerd)

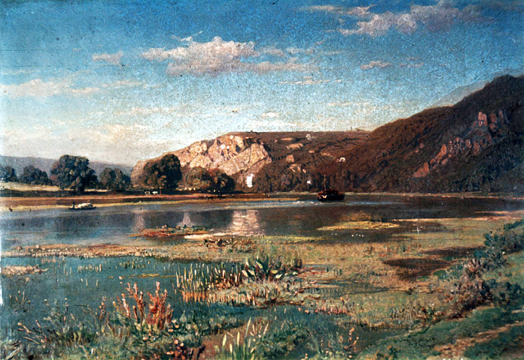
De oever van de Maas te Waulsort (olieverf op paneel, 1876)

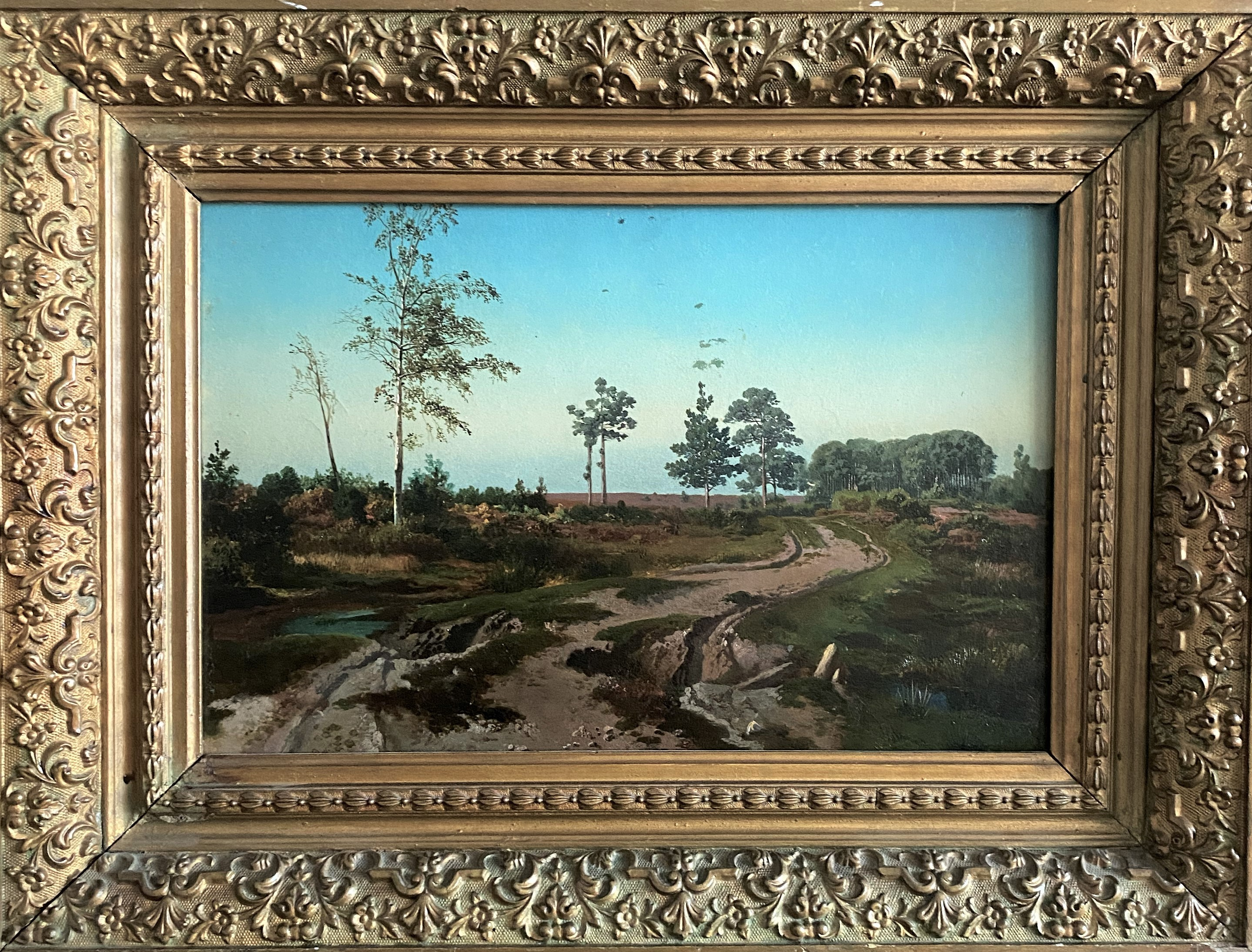
gedateerd 13 februari 1853 (privé collectie)

Jean François Xavier Roffiaen (Ieper, 9 augustus 1820 - Elsene, 25 januari 1898) was een Belgische berglandschapschilder.
Roffiaen was leerling van onder meer Peter Ludwig Kühnen te Brussel. Naast kunstschilder was Roffiaen natuuronderzoeker en schreef wetenschappelijke werken over weekdieren. Hij was oprichter van de Malacologische Vereniging van België. Hij was samen met onder anderen Edmond Tschaggeny en Théodore Fourmois een van de eerste schilders in de Limburgse Kempen waar hij voornamelijk Genk en Diepenbeek opzocht en gerekend wordt bij de Genkse School.

## Musea
- Stedelijke Musea, Ieper
- Emile Van Dorenmuseum, Genk